# Illfurth
Illfurth là một xã ở tỉnh Haut-Rhin trong vùng Grand Est ở đông bắc Pháp. Xã này có diện tích 9,16 km², dân số năm 1999 là 2282 người. Khu vực này có độ cao trung bình 260 mét trên mực nước biển.